# Lütkendorpe

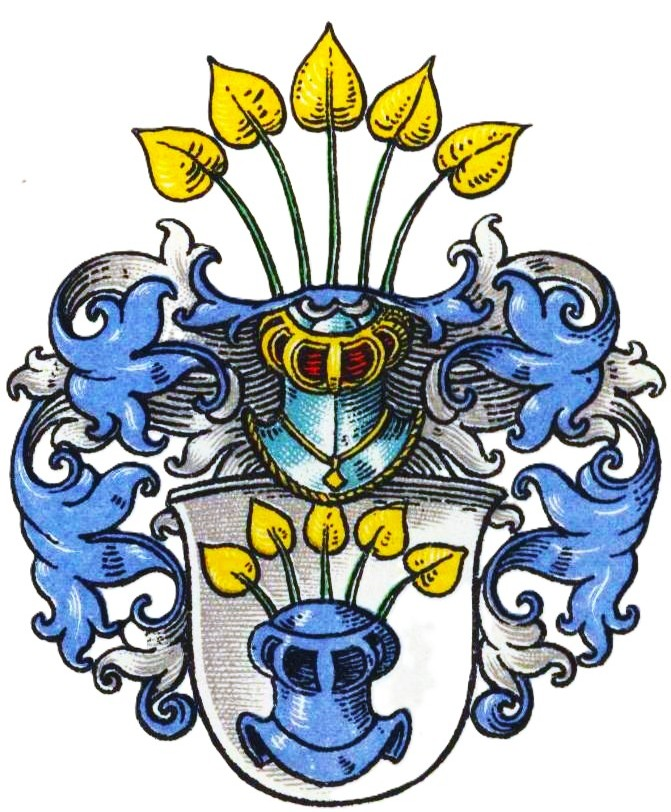
Wappen derer von Lütkendorpe im Wappenbuch des Westfälischen Adels

Lütkendorpe (auch Lütkendorp o. ä.) ist der Name eines westfälischen Adelsgeschlechts.

## Geschichte
Das Geschlecht hatte seinen namensgebenden Stammsitz in Lütgendortmund bei Dortmund.
Bereits 1337 erscheint die Leibeigene Locka, Tochter des Gobelinis de Lutikendorpe in einer Urkunde, die u. a. von Wennemar de Luttikendorpe bezeugt wurde.
1348 siegelte Wennemar de Lutykendorpe mit einer Mütze. 1371 erscheinen Johann von Luttekendorpe und Aleid, seine Frau, als sie auf einen Hof zu Hiltorp. Henneke Luttikendorp wird 1399 erwähnt. 1429–1434 erscheint Henrich von Lutkendorp, der mit dem Helm mit fünf Blättern siegelte. 1461 traten Johann von Lütkendorpe, seine Frau Catharina und deren Kinder Henrich und Anna auf. Johann von Luutkendorp wird 1467 erwähnt.
Laut Max von Spießen blühte die Familie in Süddeutschland fort. Dabei dürfte es sich um das Adelsgeschlecht Lütgendorf handeln.

## Wappen
Blasonierung: In Silber ein blauer Helm mit fünf goldenen Blättern an grünen Stängeln besteckt. Auf dem Helm mit blau-silbernen Helmdecken die fünf goldenen Blätter an grünen Stielen.
Nach Anton Fahne zeigt das Wappen der Familie teilweise auch eine Mütze.

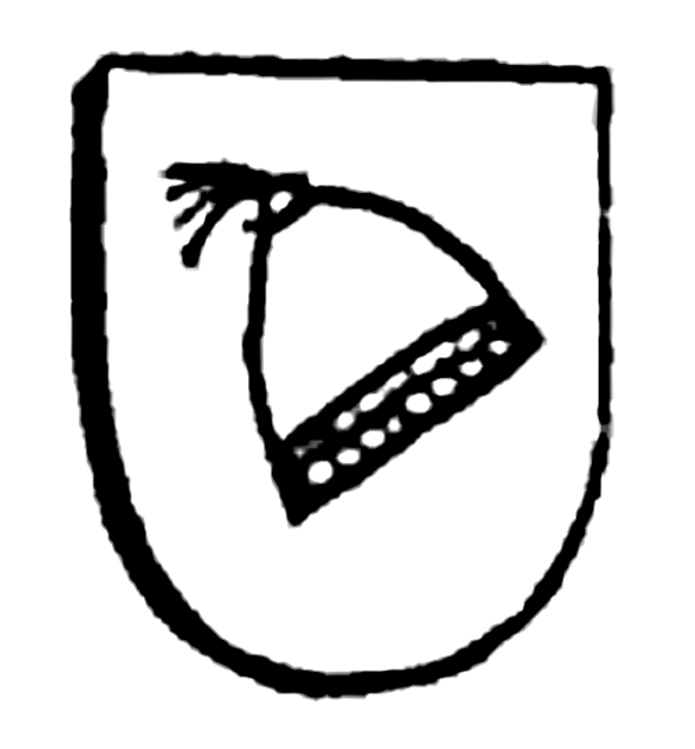
Alternatives Mützen-Wappen derer von Lütkendorpe bei Anton Fahne
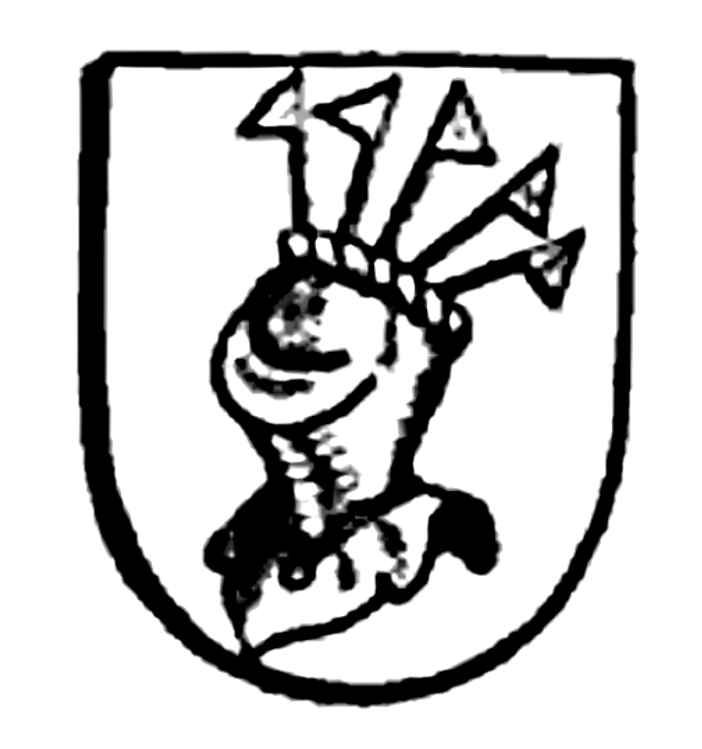
Helm-Wappen derer von Lütkendorpe bei Anton Fahne